# Hautasaari (ö i Rantasalmi, Kuokanselkä)
Hautasaari är en ö i Finland. Den ligger i sjön Haukivesi och i kommunen Rantasalmi i den ekonomiska regionen  Nyslotts ekonomiska region  och landskapet Södra Savolax, i den sydöstra delen av landet, 280 km nordost om huvudstaden Helsingfors. Öns area är 1,7 hektar och dess största längd är 280 meter i öst-västlig riktning.